# Balanç net zero per a l'autoconsum energètic

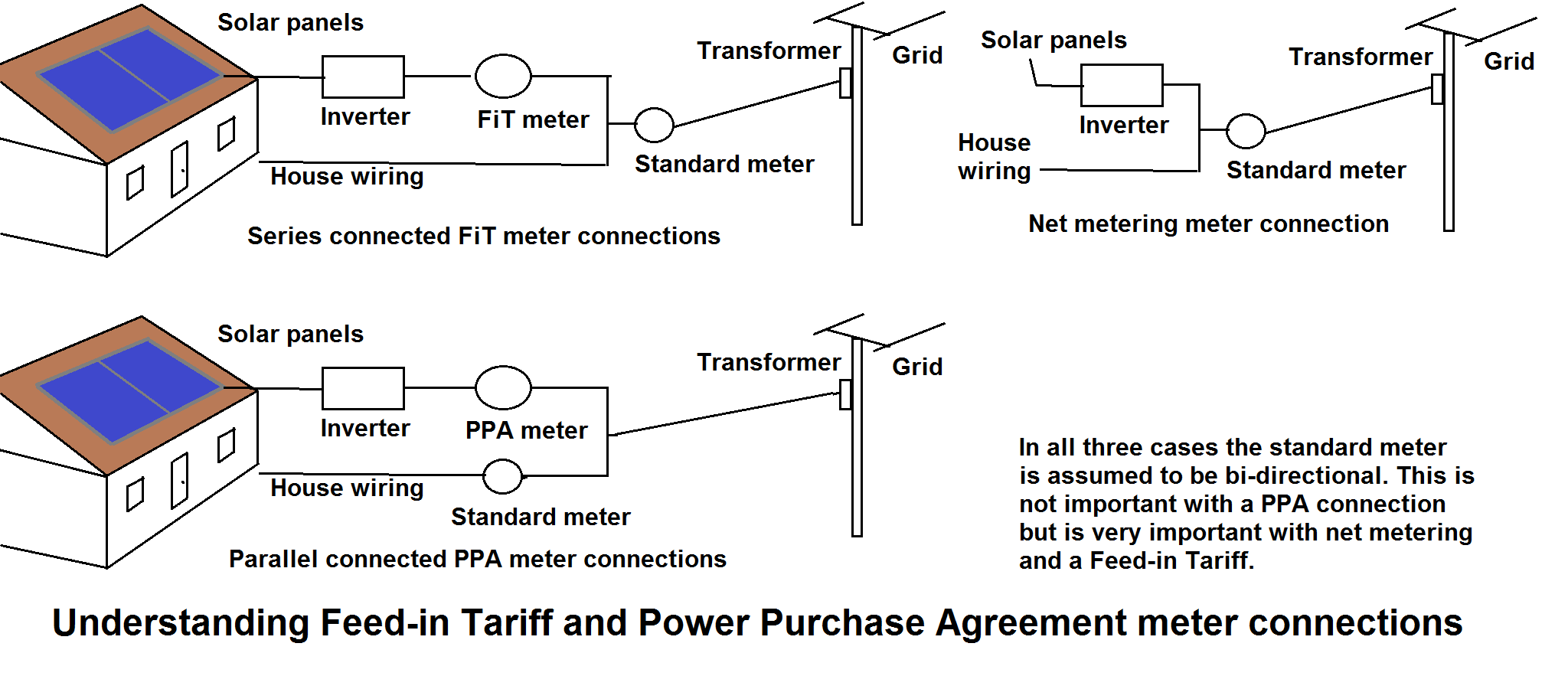
El balanç zero només requereix que la instal·lació disposi de comptadors elèctrics bidireccionals, és a dir que comptin tant l'electricitat aportada a la xarxa com la consumida.

El balanç net zero per a l'autoconsum energètic, balanç net zero, balanç net o balanç zero, a l'àmbit de l'energia, l'economia, i societat, es refereix a l'opció política que permet als productors particulars (famílies) de vendre electricitat a la xarxa elèctrica. A Espanya la demanen al govern tant tècnics especialistes (per exemple col·legis d'enginyers) com entitats que vetllen per la sostenibilitat i el medi ambient (com WWF o Som Energia), però oficialment la legislació encara roman en curs. El balanç zero energètic permetria que les energies renovables fossin viables econòmicament sense necessitat de subvencions ni impostos especials.